# Damas (Desamparados)
Damas – dystrykt w kantonie Desamparados, w prowincji San José, w Kostaryce.

## Historia
Dystrykt Damas powstał 8 października 1968 roku. Został odziedziczony od dystryktu Patarrá.

## Geografia
Damas ma powierzchnię 2.57 kilometrów kwadratowych i leży na wysokości 1,180 m n.p.m..

## Demografia
Według spisu ludności z 2011 roku dystrykt Damas liczył 13,175 mieszkańców.

## Transport

### Transport drogowy
Przez Damas biegną następujące drogi krajowe:
- Droga krajowa nr 212